# Teresa Garcia-Milà i Lloveras
Teresa Garcia-Milà i Lloveras (Barcelona, 1955) és una economista i catedràtica universitària catalana. Ha exercit diversos càrrecs acadèmics a la Universitat Pompeu Fabra, especialment com a directora del seu centre associat Barcelona School of Economics (BSE). Des de juny de 2025 és la presidenta del Cercle d'Economia.
També ha presidit i format part de l'executiva de diverses institucions econòmiques universitàries i de promoció socioeconòmica en l'àmbit català i espanyol. És experta en macroeconomia i finances públiques.

## Trajectòria
Llicenciada per la Universitat de Barcelona el 1977 i doctora per la Universitat de Minnesota el 1987, ha estat professora State University of New York (1985-1987) i posteriorment de la Universitat Autònoma de Barcelona entre els anys 1987 i 1990. El 1990 es traslladà a la Universitat Pompeu Fabra, de la qual ha estat catedràtica d'Economia des del 1995.
Garcia-Milà i Lloveras ha estat degana de la Facultat de Ciències Econòmiques i Empresarials de la UPF entre els anys 1995 i 2000, vicerectora de Política Científica entre el 2009 i el 2011 i directora del Departament d'Economia i Empresa d'aquesta universitat des del 2011 fins al 2012. El desembre del 2012 fou nomenada directora de la Barcelona School of Economics (BSE), escola associada a la Universitat Autònoma de Barcelona i a la UPF. Garcia-Milà ha estat professora afiliada de la BSE des del 2006.
A més d'investigadora, és membre del consell de direcció del Centre de Recerca en Economia Internacional (CREI) des del 1999. Ha estat també investigadora associada a l'Institut d'Anàlisi Econòmica (IAE) del CSIC entre 1987 i 1990, presidenta de l'Associació Econòmica Espanyola (2014) i presidenta de la Comissió de Professors Lectors i Professors Col·laboradors de l'Agència per a la Qualitat del Sistema Universitari de Catalunya entre el 2003 i 2005. Coordinadora d'Economia de l'Agència Nacional d'Avaluació i Perspectiva (ANEP). El 2016 fou nomenada vicepresidenta del Cercle d'Economia, després d'haver estat vocal de la seva junta directiva. També ha estat membre del Consell Assessor per a la Reactivació Econòmica i el creixement (CAREC). El 2016 el Col·legi d'Economistes de Catalunya la va nomenar col·legiada de mèrit en reconeixement de les seves aportacions a l'economia i a la seva tasca docent i científica. En l'àmbit del sector privat, és membre del consell d'administració de Repsol i ho ha estat de Banc Sabadell i d'Enagás.
Els seus treballs se centren en la macroeconomia i les finances públiques, particularment en estudiar l'impacte de la inversió pública en el creixement econòmic, i en com diferents estructures fiscal i models de federalisme fiscal afecten al creixement econòmic, la distribució de recursos i el benestar econòmic. La seva recerca ha estat publicada a The Economic Journal, The Review of Economics and Statistics, i Regional Science and Urban Economics, entre d'altres. L'any 2018 rebé la Medalla Narcís Monturiol al mèrit científic i tecnològic.
El 2025 fou inclosa a la llista Forbes de les 100 dones més influents de Catalunya.